# Parafia św. Jadwigi Królowej w Długiem
Parafia św. Jadwigi Królowej w Długiem – parafia rzymskokatolicka znajdująca się w archidiecezji przemyskiej, w dekanacie Jaćmierz. 

## Historia

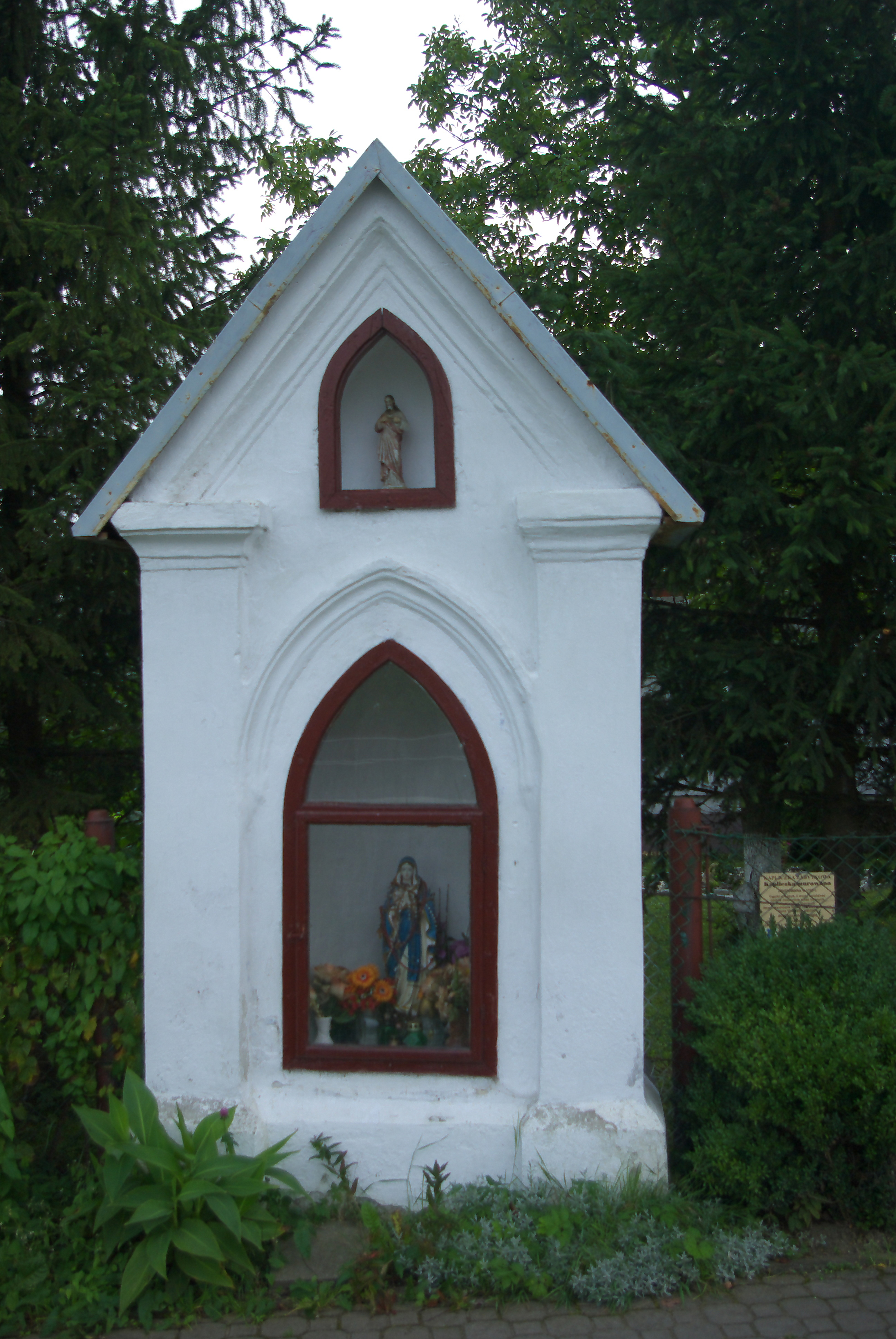
Zabytkowa kapliczka z 1790 roku

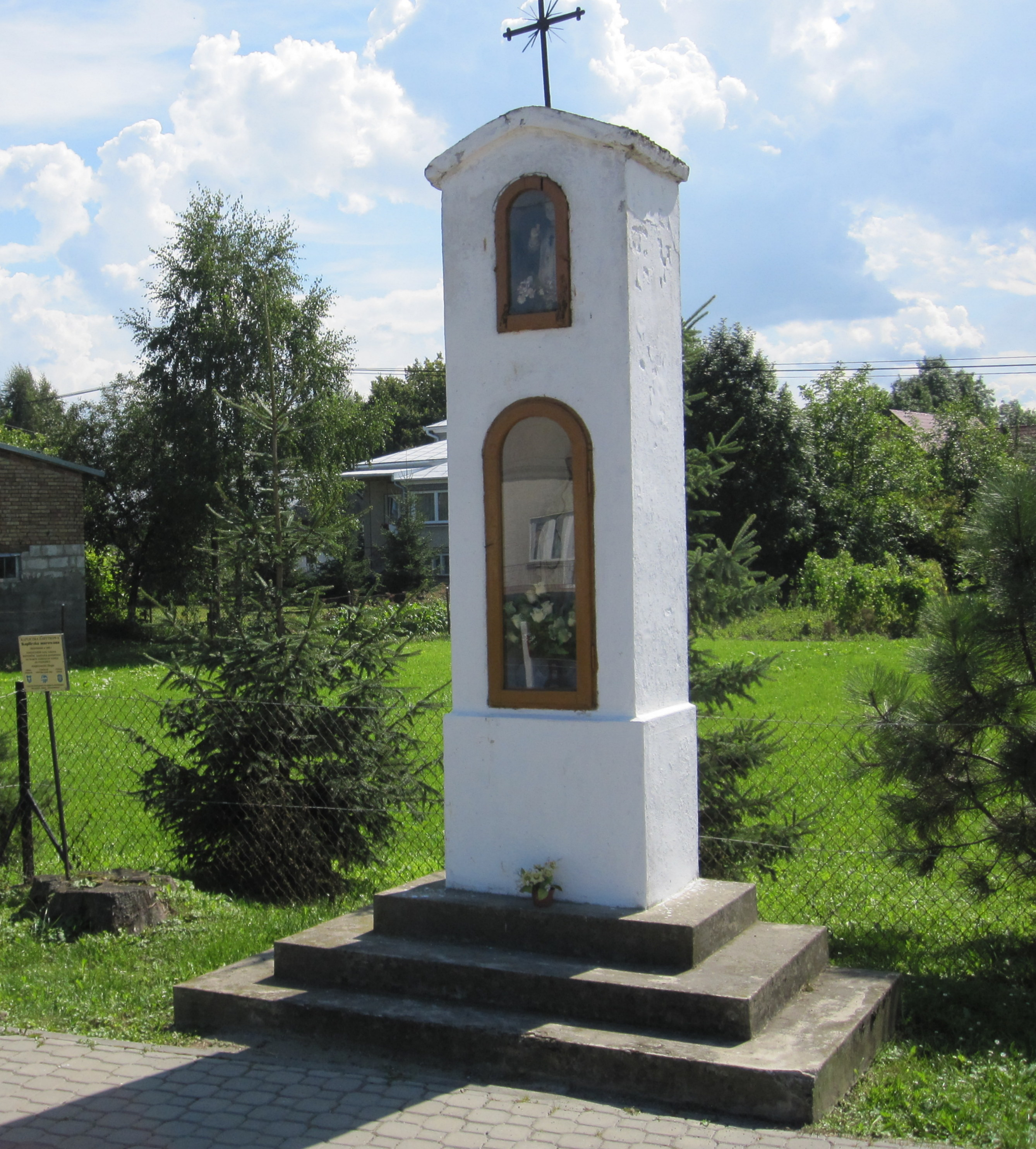
Zabytkowa kapliczka z 1900 roku,
z fundacji Kazimierza Wiktora

W 1980 roku wierni z Długiego zaadaptowali budynek mieszkalny na kaplicę i punkt katechetyczny. 13 marca 1980 roku bp Tadeusz Błaszkiewicz poświęcił kaplicę pw. bł. Jadwigi Królowej. 
14 lipca 1980 roku dekretem bpa Ignacego Tokarczuka została erygowana parafia, z wydzielonego terytorium parafii Zarszyn. W październiku 1980 roku kaplica została rozbudowana. W latach 1983–1985 zbudowano murowany, według projektu arch. Andrzeja Smoczeńskiego. 11 maja 1986 roku bp Ignacy Tokarczuk poświęcił nowy kościół
Na terenie parafii jest 1595 wiernych
Proboszczowie parafii:
1980–2018. ks. prał. Stanisław Orzechowski.
2018– nadal ks. Robert Wyczawski.